# Ross Mathews
Ross Mathews, né le 24 septembre 1979, est une personnalité de la télévision américaine connue comme stagiaire et correspondant pour The Tonight Show with Jay Leno, dans lequel il était connu sous le nom de « Ross the Intern ». Il est également connu comme étant « The Hilarious Ross Matthews » dans l’émission « RuPaul’s Drag Race ».

## Biographie
Il a grandi à Mount Vernon dans l'État de Washington.
Mathews a obtenu diplôme de fin d'études du lycée (équivalent du baccalauréat en France) au lycée Mount Vernon, et a ensuite obtenu son diplôme universitaire en 2002 à l'université de La Verne (en) dans la ville californienne éponyme, où il était major de promotion en communications et un concurrent de discours et de débats.